# List motywacyjny
List motywacyjny – list objaśniający motywację piszącego, składany przez kandydata na miejsce pracy, starań o awans, podwyżkę itp. List motywacyjny bywa określany jako list intencyjny (np. w negocjacjach biznesowych) lub list przewodni (dołączany do artykułu naukowego wysyłanego do rozpatrzenia przez czasopismo naukowe).
Dokument ten jest obok CV wymagany przez większość pracodawców jako warunek przyjęcia do procesu rekrutacyjnego na stanowisko pracy.

## Układ listu motywacyjnego
List motywacyjny jest dokumentem o wymowie formalnej. Powinien być napisany jednolitą czcionką typu szeryfowego (Times, Book Antiqua lub pokrewne). Nie powinien przekraczać 3/4 strony A4, a zamieszczone w nim informacje powinny być wyróżnione akapitami i odpowiednimi odstępami. List motywacyjny adresuje się do konkretnej osoby lub instytucji, raczej nie stosuje się formy wypowiedzi opartej o wstęp, rozwinięcie i zakończenie, lecz 5-7 krótkich, zwięzłych i treściwych akapitów oraz opatruje zwrotem grzecznościowym i podpisem.

### Nagłówek
W nagłówku po lewej stronie umieszcza się dane osobowe autora listu. Poniżej, po prawej stronie umieszczamy miejsce i datę wydania listu (np. Poznań, 24 lipca 2008); najlepiej tak, żeby owe dane wydania (Poznań, 24 lipca 2008) znajdowały się w pierwszej lub ostatniej linijce danych autora. Pod miejscem i datą wydania listu, po prawej stronie należy umieścić dane osobowe adresata.

### Wstęp
Powinien zawierać krótkie przedstawienie swojej osoby (Jestem tegorocznym absolwentem ekonomii Uniwersytetu Warszawskiego...) oraz powód, dla którego list został napisany (W związku z zamieszczonym przez Państwa ogłoszeniem, chciałbym podjąć współpracę z... w charakterze...).

### Rozwinięcie
W tej części motywuje się swoją chęć podjęcia pracy na określonym stanowisku (Praca w Państwa firmie pozwoli mi...) oraz przedstawia się swoje kompetencje i kwalifikacje dotyczące stanowiska. List motywacyjny jest formą reklamy i autopromocji, należy jednak unikać przesady i "przekolorowywania" swojej osoby. Należy skupić się przede wszystkim na wymaganiach pracodawcy, unikając przedstawiania swoich oczekiwań w stosunku do przedstawionej oferty.

### Zakończenie
Powinno krótko podsumować wcześniejszą treść listu (Liczę na to, że podane przeze mnie informacje...), należy również wyrazić gotowość do bezpośredniego spotkania (Z przyjemnością spotkam się z Państwem...).